# Idiot
Idiot (grekiska ἰδιώτης, idiotes, av ἴδιος, idios, "egen"), ursprungligen en enskild man eller kvinna i motsats till en offentlig, sedermera någon ur hopen, en okunnig, obildad person. Idiot är även ett föråldrat uttryck för en person som är oförmögen att begripa eller lära något (grav eller måttlig intellektuell funktionsnedsättning; även: fåne, sinnesslö, förståndssvag, ärkedum, kretin).

## Historik
Begreppet idiot eller idioti började användas inom psykiatrin under 1700-talet och användes fram till 1960-talet. En mildare variant av idioti benämndes som imbecillitet. Downs syndrom kallades fortfarande på 1970-talet mongoloid idioti. Under 1800-talets början började man skilja ut vilka som skulle klassificeras som idioter från andra psykiskt sjuka, idioti beskrev man då som en särskild psykisk sjukdom. År 1868 introducerade Föreningen för sinnesslöa barns vård uttrycket sinnesslö med vilket man ville ersätta idiot-begreppet.
I början av 1900-talet delade man upp begreppet sinnesslöhet i flera kategorier. En person med IQ under 30 klassades som idiot. Personer med IQ mellan 30 och 65 kallades för imbecilla. Begreppet sinnesslö byttes mot psykiskt efterbliven 1955 och 1968 ersattes det av psykisk utvecklingsstörning. I den medicinska terminologin användes dock begreppen "idiot" och "idioti" ännu på 1960-talet. Den idag korrekta medicinska termen är på engelska mental retardation, förkortat MR; på svenska intellektuell funktionsnedsättning. I nuvarande svensk lagstiftning (se LSS) används dock begreppet utvecklingsstörning, vilket också är den i allmänt språkbruk vanligaste benämningen.
I USA har under 1900-talet intelligensbrist stundom haft en juridisk effekt, fångar har kunnat benådas efter att ha misslyckats på intelligenstest.
I det antika Aten kallades den som inte ville/kunde delta i det politiska livet för detsamma.
I sentida svenska husförhörslängder och så även församlingsböcker finns i början en förteckning över socknens sinnessjuka och idioter.
Vid idiotanstalter bedrevs idiotundervisning. Den första svenska idiotanstalten öppnades 1 september 1866 vid Nya Varvet i Göteborg, där tre elever undervisades av fröken Emanuella Carlbeck. År 1933 infördes psykopatklasser för alla typer av "psykiskt defekta barn". En avdelning för hörande idioter hade dock redan 1859 öppnats av Sophie Wilkens på hennes Institut för dövstumma i Karlskrona. Den lades dock ned redan efter några år. Carlbeck flyttade redan 1867 till Floby, och 1868 till Skövde, där hon hade plats för 16 elever. År 1875 flyttade hon till en egendom utanför Mariestad, där  Idiotanstalten Johannesberg byggdes upp, med plats för 30 elever och 17 anställda "tjänare".
| ”                    | Varje idiot på Eugeniahemmet kostar mera i årligt underhåll än en frisk ung kroppsarbetare har i årlig inkomst. | „ |
| – Doktor Glas, s. 73 | |   |

I dag används idiot som ett skällsord.